# スクラッチビルド
スクラッチビルド (scratch building) とは、模型製作方法のひとつ。プラモデルなどの組み立てキットを作るのではなく、各種材料を用いて模型を自作することである。模型販売されていないものを作ることからその名称がついた。スクラッチと略されることが多い。一部の部品だけでなく模型全体を自作する場合は特にフルスクラッチビルドという。

## 技法
スクラッチビルドの手法は大ざっぱに言えば板材による箱組み、ブロック材からの削り出し、粘土材の盛りつけなどを必要に応じて取捨選択することが一般的である。定番とされる技法が多数存在する一方で、「こうしなくてはならない」というルールは存在しないので、最終的に形になりさえすれば、材料、工具、工作方法いずれも製作者のアイディアと好み次第でどのようなものを使ってもよい。具体的な技法については多岐にわたるため本項では扱わない。模型雑誌に掲載される製作記事を参照。
材料については、プラ板、プラ棒、ポリエステルパテ、エポキシパテ、身の回りにある生活用品およびその廃材の利用や、既存キットのパーツを流用してもよい。ただし製作者の技量が低いと、流用パーツと自作パーツの工作精度の違いから、流用した箇所が丸分かりとなり、ちぐはぐな作品になりかねない。逆に言えば、工作精度から流用箇所が判別できない、即ち工業製品並みの工作精度を持つ作品は高く評価されることになる。
また、作品における流用パーツの割合と加工度によっては、スクラッチビルドではなくキットの改造作品と見なされたり、ミキシングビルド（後述）と呼ばれることがあるが、それらの境界はあいまいである。模型雑誌によっても異なるが一部では、全て自作した作品をフルスクラッチ、それ以外はひっくるめてスクラッチビルドと表すなど記述がまちまちで分かりづらい。厳密な定義が存在しない関係上表現が難しいが、セミ・ハード・フルと段階分けすることで自作パーツの分量や加工度合を感覚的に把握できる。
- スクラッチビルド
  - セミスクラッチ
  - ハードスクラッチ
  - フルスクラッチ

## ミキシングビルド
複数の製品から部品を流用・加工して、一つの模型を作り出すことをいう。部品の流用を主たる工作方法とする点でスクラッチビルドとは区別される。ただし、ミキシングビルドで作られた作品がスクラッチビルドとされたりニコイチと称されるなど、用語の明確な使い分けは確立されていない。単に流用部品同士を貼り合わせるだけでなく、不足する部品をスクラッチビルドで作り出したり、流用部品を改造しなくてはならないことが境界をあいまいにしているためである。なおミキシングビルドを商業ベースに載せた初の商品展開が『模型戦士ガンプラビルダーズ ビギニングG』であり、その後『ガンダムビルドファイターズ』では世界大会を開催するまでに至る。

### ミキシングビルドの例
- ジムまたはジムIIとガンダムMk-IIを組み合わせてジムIIIを作る
- A-6、F-5、F-16、F/A-18を組み合わせてX-29を作る
- シルビアと180SXを組み合わせてシルエイティまたはワンビア/240SX(2ドア)を作る。
- 横山宏が『マシーネンクリーガー』で製作する「アーティストモデル」もミキシングビルドの手法によるもの。
- 壽屋がコラボや他社ブランドを除く自社ブランドのモデリングサポートグッズ、フレームアームズ、フレームアームズ・ガール、メガミデバイス、ヘキサギア、エヴォロイド、アルカナディア、創彩少女庭園、無限回廊メガロマリア、ティタノマキアを用いて作成しブログで公開する。

上記のほか、人気のある機種は複数のメーカーから同一スケールのキットが発売されるため、出来の良い部品を組み合わせてより完成度の高い作品を作り上げる雑誌作例も見られる。

## 他分野での用語の流用
上記のような由来から、「フルスクラッチ」については「部品レベルから自前で構築する」「既存の枠組みを使わず構築する」などの意味合いを出す目的で、他分野でもよく使われる（企画業務全般、ソフトウェア開発、ビジネスモデル構築、映像・ドキュメントなどメディア製作、主にCPUなどの半導体設計など）。
また、対立概念のミキシングビルドに相当するものとしては、業界ごとに用語は異なる。既存部品を自在に組み合わせることこそが主役であるというようなWebプログラミングの分野にあってはマッシュアップなどと呼ぶ。